# Cala Figuera
Cala Figuera är en ort i Spanien.   Den ligger på ön Mallorca i regionen Balearerna, i den östra delen av landet, 600 km öster om huvudstaden Madrid. Cala Figuera ligger 22 meter över havet och antalet invånare är 770.